# Ашамну (видуй)
Ашамну (от средневек. ивр. אשמנו‎ — «мы провинились»), также Малая исповедь (ודוי קטן‎) — пиют и краткая общинная покаянная молитва будних дней в исповеди (видуй). Составлена в виде акростиха, признание каждого греха в отдельности начинается с буквы еврейского алфавита в последовательном порядке. Ашамну поют в постные дни (понедельника и четверга) восточносефардской, итальянской и йеменской традиций, а в других — ежедневно после молитвы «Амида» утреннего и послеполуденного богослужений. В трёх богослужениях Йом-кипура (маариве, шахарите, минхе, кроме неилы) после каждой общинной молитвы «Амида», вместе с краткой Малой исповедью (ашамну), поют долгую Большую исповедь (аль хет). В хасидских общинах существует обычай бить себя в грудь кулаком 22 раза в область сердца при раскаянии при перечислении каждого греха во время произнесения молитвы «Ашамну», подобный богослужебный обряд наличествует также в Католической церкви.
Первоначально вся община пела пиют «Ашамну» в унисон. Впоследствии ведущий молитву произносил слово из ашамну, а община вторила ему (антифон). Позднее молитва была поделена на четыре отрывка по шесть «букв», ведущий молитву стал лишь задавать тон общине и выжидать окончания каждой из четырёх строф, после чего ведущий молитву приступал к соло.
Раввины учат, что не кающийся в своих грехах будет наказан, если же он чистосердечно исповедуется перед Богом, то тогда его исповедь докажет намерение оставить грехи. Хотя раввины и установили точный синагогальный текст общинной покаянной молитвы «Ашамну», однако в Танахе нет установленной формы личной исповеди, кающиеся в грехах перед Богом делали это в любое время и в любом месте своими словами. Алфавитные пиюты отражают стремление книжников и фарисеев создать синагогальное богослужение, как альтернативу храмовым жертвоприношениям и не имеют духа спонтанной молитвы. Сочинители пиютов подвергались резкой критике за манерность, вычурность, искусственность стиля, новоеврейские слова талмудической и мидрашитской литературы. Сочинение алфавитных пиютов не сложно, благодаря свободному допущению тавтологий, поэтому не свидетельствует о поэтическом мастерстве автора.
Составленные в алфавитном порядке пиюты «Ашамну» и «Аль хет» впервые встречаются в литературных произведениях гаонов, у Симона из Каира и Ахаи из Шабхи.

## Текст
Пиют «Ашамну» составлен на средневековом иврите в алфавитном порядке, в котором признание в каждом грехе в отдельности начинается с буквы еврейского алфавита в последовательном порядке, а последняя буква алфавита повторяется трижды. Ашамну начинается особой вводной частью под названием птиха (פתיחה‎ — «зачало»), а оканчивается заключительной частью под названием пизмон в виде рефрена. Фраза «я согрешил, криводействовал и ослушался» (חטאתי עױתי ופשעתי‎ — извращение [закона], преступление [его] и прегрешение), вероятно, — наиболее древняя, она составляет первую часть исповеди первосвященника во время храмового богослужения в Йом-кипур (Йома 3:9; 4:2; Тосефта, Йома 2:1; Сифра, Ахаре 1:2), она основывается на выражениях, употреблявшихся в библейские времена (3Цар. 8:47; Пс. 105:6; Дан. 9:5), и принята, как главная часть всех исповедей (Сифра, l. c.; Мишне Тора, Тшува 1:1; ср., Песикта раба XXXV, 160 б). Стремясь выдержать алфавитный порядок, автор «играл» с прибавлением префиксов к словам, не особо заботясь об образовании тавтологий, например, повтор слова под буквами вав и реш, или хе и аин, или три слова под буквой тав.
| Русский перевод | Текст |
| --- | --- |
| Боже наш и Боже отцов наших, да предстанет пред Тобою молитва наша, и да не отворачивайся от [коленопреклонной] мольбы нашей, ибо мы — не так занозчивы и жестоковыйны, чтобы утверждать пред Тобою, Господи, Боже наш, и Боже отцов наших, что праведны мы, и не согрешили, тогда как согрешили и мы и отцы наши. | אלהינו ואלהי אבותינו תבא לפניך תפלתינו ואל תתעלם מתחנתנו שאין אנו עזי פנים וקשי עורף לומר לפניך יהוה אלהינו ואלהי אבותינו צדיקים אנחנו ולא חטאנו אבל חטאנו אנחנו ואבותינו‎ |
| Провинились мы. | Алеф אשמנו‎ |
| Предавали мы. | Бет בגדנו‎ |
| Грабили мы. | Гимель גזלנו‎ |
| Клеветали мы. | Далет דברנו דופי‎ |
| Поступали беззаконно мы. | Хе העוינו‎ |
| И действовали нечестиво мы. | Вав והרשענו‎ |
| Крали мы. | Заин זדנו‎ |
| Насиловали мы. | Хет חמסנו‎ |
| Лжесвидетельствовали мы. | Тет טפלנו שקר‎ |
| Ссорили мы. | Йуд יעצנו ועצות רעות‎ |
| Лгали мы. | Каф כזבנו‎ |
| Насмехались мы. | Ламед לצנו‎ |
| Упорствовали мы. | Мем מרדנו‎ |
| Возносились мы. | Нун נאצנו‎ |
| Бунтовали мы. | Самех סררנו‎ |
| Поступали беззаконно мы. | Аин עוינו‎ |
| Преступали [умышленно] мы. | Пе פשענו‎ |
| Притесняли мы. | Цади צררנו‎ |
| Поступали жестоковыйно мы. | Куф קשינו עורף‎ |
| Действовали нечестиво мы. | Реш רשענו‎ |
| Губили мы. | Шин שחתנו‎ |
| Вводили в заблуждение мы, и заблуждались сами. | Тав תעינו תעבנו ותעתענו‎ |
| «И отступили от заповедей Твоих и от постановлений Твоих» благих, потому-то и «не воздано» нам, «во всём постигшем нас Ты праведен, потому что Ты делал по правде, а мы виновны». | וסרנו ממצותיך וממשפטיך הטובים ולא שוה לנו וְאַתָּה צַדִּיק עַל כָּל הַבָּא עָלֵינוּ כִּי אֱמֶת עָשִׂיתָ וַאֲנַחְנוּ הִרְשָׁעְנוּ‎                                                                             |